# Augusto de Sajonia-Weissenfels
Augusto de Wettin (Dresde, 13 de agosto de 1614 - Halle, 4 de junio de 1680) fue el primer duque de la segundogénita rama del Electorado de Sajonia, Sajonia-Weißenfels y de Sajonia-Querfurt, y el último Administrador del Arzobispado de Magdeburgo, que pasó a su muerte como Ducado a Brandeburgo-Prusia, según lo estipulado en la Paz de Westfalia.

## Familia
Augusto fue el segundo hijo del elector Juan Jorge I de Sajonia y de su segunda esposa Magdalena Sibila de Hohenzollern, hija del duque Alberto Federico de Prusia. Sus hermanos fueron los duques Mauricio de Sajonia-Zeitz y Cristián I de Sajonia-Merseburgo, el Elector Juan Jorge II, la duquesa María Isabel, esposa del duque  Federico III de Schleswig-Holstein-Gottorp y de Magdalena Sibila, esposa del duque Federico Guillermo II de Sajonia-Altenburgo.

## Vida
Con 13 años, el 23 de enero de 1628, Augusto fue elegido administrador para el arzobispado de Magdeburgo para que su reemplazar a su anterior administrador Cristián Guillermo de Brandeburgo. En ese momento, Augusto llevaba ya tres años como coadjutor. Sin embargo no pudo asumir el cargo, ya que su competidor católico, el archiduque Leopoldo Guillermo de Habsburgo, contaba con el apoyo del papa y el emperador. Leopoldo recibió el título de arzobispo tras la conquista de la ciudad en 1631 por los imperiales, aunque por breve tiempo debido a la ocupación sueca. Augusto recibió la administración de parte del arzobispado en 1638, con el abandono de Halle, por parte de los suecos. 
Garantizado por un acuerdo de neutralidad con Lennart Torstensson Augusto pudo finalmente asentarse permanentemente en su corte el 31 de diciembre de 1642. Este fue el comienzo de un verdadero auge de la ciudad como capital cortesana. Trabajaron en ese momento en la corte, entre otros, David Elias Heidenreich, el conductor de Philipp Stolle, David Pohle y Johann Philipp Krieger, organista Christian Caballero y el escritor Johann Beer.
Mediante el cumplimiento del testamento de su padre de 1652 y con sus hermanos, Augusto pudo garantizar y ampliar su dominio. El 22 de abril de 1657 obtiene su ducado, en 1659 sumó los dominios del conde de Barby que más tarde legó a su hijo Enrique y en 1663 obtiene Sajonia-Querfurt. 
El 25 de julio de 1660 Augusto colocó la primera piedra del nuevo castillo de Weißenfels. Este castillo fue construido justo en el lugar en que estaba el antiguo castillo devastado por Suecia en 1644. 
Murió el 4 de junio de 1680, en Halle, a la edad de 65 años.

## Matrimonio y descendientes
Su primer matrimonio se concretó el 23 de noviembre de 1647 en Schwerin con Ana María, hija del duque Adolfo Federico I de Mecklemburgo-Schwerin y de su primer matrimonio con Ana María de Frisia Oriental, hija del conde Enno III. 
Con su primera esposa, tuvo los siguientes hijos: 
- Magdalena Sibila (1648-1681), casada con el duque Federico I de Sajonia-Gotha-Altenburg;
- Juan Adolfo I (1649-1697), Duque de Sajonia-Weißenfels-Querfurt, casado en primeras nupcias con Juana Magdalena de Sajonia-Altenburgo y en segundas nupcias con Cristina Guillermina Bünau;
- Augusto (1650-1674), preboste de Magdeburgo casado con Carlota de Hesse-Eschwege;
- Cristián (1652-1689), general y mariscal de campo del ejército del Electorado de Sajonia;
- Ana María (1653-1671);
- Sofía (1654-1724), casada con el príncipe Carlos Guillermo de Anhalt-Zerbst;
- Catalina (1655-1663);
- Cristina (1656-1698), casada con el príncipe Augusto Federico de Schleswig-Holstein-Gottorp, príncipe-obispo de Lübeck;
- Enrique (1657-1728), duque de Sajonia-Weissenfels-Barby casado con Isabel Albertina de Anhalt-Dessau;
- Alberto (1659-1692), casado con Cristina Teresa de Löwenstein-Wertheim-Rochefort;
- Isabel (1660-1663);
- Dorotea (1662-1663).

Después de la muerte de su primera esposa, el 11 de diciembre de 1669, se casó por segunda vez el 29 de enero de 1672 en Halle con Juana Walpurgis, hija del conde Jorge Guillermo de Leiningen-Westerburg y de su matrimonio con Sofía Isabel de Lippe-Detmold. 
Con su segunda esposa, tuvo los siguientes hijos: 
- Federico (1673-1715), duque de Sajonia-Weissenfels-Dahme, casado con Emilia Inés Reuss-Schleiz;
- Mauricio (1676-1695);
- Hijo muerto (1679).

| Predecesor: Leopoldo Guillermo de Habsburgo                                           | Administrador protestante del arzobispado de Magdeburgo 1663-1680 | Sucesor: Federico Guillermo I de Brandeburgo |
| Predecesor: Creado a partir del Electorado de Sajonia                                 | Duque de Sajonia-Weissenfels 1657-1680                            | Sucesor: Juan Adolfo I                       |
| Predecesor: Augusto Luis                                                              | Conde de Barby 1659-1680                                          | Sucesor: Enrique de Sajonia-Weissenfels      |
| Predecesor: Creado a partir del Electorado de Sajonia y del Arzobispado de Magdeburgo | Príncipe de Sajonia-Querfurt 1663-1680                            | Sucesor: Juan Adolfo I                       |

- Datos: Q680131
- Multimedia: August (Sachsen-Weißenfels) / Q680131